# Le ragazze di una volta... sono angeli
Le ragazze di una volta... sono angeli è il quinto ed l'album in studio del gruppo musicale italiano I Panda, pubblicato nel 2009 dalla Eurozeta.

## Tracce
1. Le ragazze di una volta – 3:55
2. Bachata rosa – 4:19
3. Ma chissà con chi sei – 3:49
4. Vivo di musica – 4:59
5. Luna – 4:09
6. Marinai – 3:54
7. Addormentata – 4:40
8. Se vuoi – 3:57
9. Notturno – 3:50
10. Non ti lascerò più – 3:32
11. L'ora dell'amore-Applausi-Soli si muore-Malattia – 9:21 – Medley live
12. Fiori bianchi-Pugni chiusi-Estate senza – 10:40 – Medley live

## Formazione
- Osvaldo Pizzoli - voce, flauto, sax e tastiere
- Joseph Messina - voce e chitarra
- Alessandro Messina - voce e tastiere
- Antonello Carbone - voce e basso
- Liborio Sciascia - voce e batteria